# David Valero Serrano
David Valero Serrano (Baza, província de Granada, 27 de desembre de 1988) és un ciclista de muntanya espanyol. Va participar en els Jocs Olímpics de 2016, acabant novè a la prova de cross-country olímpic. El 2021 va participar en els Jocs Olímpics de Tòquio 2020 guanyant la medalla de bronze.

## Biografia
David Valero va néixer el 27 de desembre de 1988 a Baza, va ser el segon i últim fill, després de Vanesa, que van portar al món els seus pares, Francisco i Mari Carmen. A la localitat granadina va créixer i es va formar acadèmicament al CEIP Francisco Velasco i posteriorment a l'IES Pedro Jiménez Montoya. David Valero Serrano va començar a muntar en bicicleta als 10 anys arran de que els seus pares li regalessin una BH Califòrnia. Sobre aquest primer cicle, en David es va aprendre de memòria el poble i els seus voltants -ell vivia als afores de la localitat granadina-, els carrers i els camins que recorria.
Aquell joc infantil, el contacte amb la natura i el gaudir de la quietud de la zona, sempre a pedals o a peu, va anar modelant poc a poc la seva personalitat, de la mateixa manera que van enfortir la seva passió pel ciclisme, una activitat que amb la majoria d'edat va passar de diversió a professió. El punt d'inflexió el va determinar l'obtenció del carnet de conduir per poder desplaçar-se per mitjans propis a les curses, de manera que, a partir dels 18 anys, el ciclisme esdevení en ocupació de certa serietat en la vida d'en David Valero.
David Valero Serrano ha estat un corredor de progressió pausada i d'explosió, la qual cosa queda ratificada pel fet que debutés en els Jocs Olímpics poc després de complir els 28 anys i a través de l'observació de la seva evolució en el rànquing de la Unió Ciclista Internacional (UCI) al final de cada temporada: 916è (2012), 114è (2013), 56è (2014), 30è (2015), 7è (2016), 9è (2017), 13è (2018) i 12è (2019).
En aquestes condicions, la seva primera compareixença al Campionat d'Espanya elit de bicicleta de muntanya (BTT) es va produir el 2012, a Madrid, ocupant la 9a posició en la prova de cross country distància olímpica o XCO.
No obstant això, l'any 2013 va ser el de la seva veritable presentació en societat amb fets tan notables com el triomf a l'Open d'Espanya i la 4a posició en el Campionat d'Espanya -a Panticosa (Osca)-, que li van ocasionar les primeres convocatòries amb l'equip nacional elit a les proves de la Copa del Món de Vallnord (31è) i Hafjell (30è), a Andorra i Noruega, respectivament.
En 2014, la presència internacional del ciclista andalús es va incrementar al debutar al Campionat del Món de Hafjell (26è) i el Campionat d'Europa de Sankt Wendel (21è), a Alemanya, i competir en tres proves de la World Cup -56è a Nové Město na Moravě (República Txeca), 111è a Albstadt (Alemanya) i 43è a Meribel (França) -, si bé el Campionat d'Espanya se li seguia resistint (4t). El petit malefici es va trencar el 2015 quan, amb els colors de l'Olympia Factory, es va proclamar a Valladolid campió nacional.
A més d'aquest títol, la seva activitat internacional va ser frenètica ja que, a més dels grans campionats, va acudir a tot el calendari de la Copa del Món, encara que sense ocupar llocs davanters: Nové Mesto na Morave (46è), Albstadt (54è), Lenzerheide (31è), Mont-Sainte-Anne (26è), Windham (37è) i Val di Sole (24è). Així mateix, a l'Europeu de Lamosano vaig Chies d'Alpago (Itàlia) va acabar 20è -i 8è en la prova de relleus per equips- i 31è al Mundial de Vallnord.
D'aquesta manera, el ciclista andalús, fitxat pel MMR Factory Racing, va encarar la crucial temporada de 2016 a la qual va seguir sent un assidu de l'equip nacional, si bé al principi de la mateixa no era un dels noms que sonaven per compondre la presumible tripleta que el seleccionador nacional de BTT, Cristóbal Sánchez, anava a portar als Jocs Olímpics. Corredors com Carlos Coloma, José Antonio Hermida o Sergio Mantecón semblaven clarament per sobre d'ell en les apostes i en el rànquing, però la progressió de l'andalús al llarg del calendari no va deixar cap dubte i es va fer creditor d'un d'aquests llocs, en aquest cas en detriment de Mantecón.
Guanyador de l'Open d'Espanya, David va basar la seva selecció en dos arguments principals. Primer, la innegable escalada de llocs en les diferents fites de la Copa del Món: 28è a Cairns (Austràlia), 8è a Albstadt, 19è a La Bresse (França), 5è a Lenzerheide (Suïssa) i 9è a Mont-Sainte-Anne (Canadà).
Actualment, el corredor granadí corre per l'equip BH Templo Cafés.

## Palmarès internacional
| Campionat Europeu | Campionat Europeu     | Campionat Europeu | Campionat Europeu |
| Any               | Lloc                  | Medalla           | Competició        |
| ----------------- | --------------------- | ----------------- | ----------------- |
| 2018              | Glasgow ( Regne Unit) | 3                 | XCO               |
| 2021              | Tokio (Japó)          | 3                 | XCO               |

## Palmarès
- 2015
  -  Campió d'Espanya en Camp a través
- 2017
  -  Campió d'Espanya en Camp a través
- 2018
  -  Campió d'Espanya en Camp a través
- 2019
  -  Campió d'Espanya en Camp a través
- 2020
  -  Campió d'Espanya en Camp a través